# Krystyna Gorazdowska
Krystyna Gorazdowska (ur. 18 czerwca 1912 w Warszawie, zm. 2 września 1998 w Krakowie) – polska artystka fotograf, uhonorowana tytułem Artiste FIAP (AFIAP). Członkini rzeczywista i członkini honorowa Związku Polskich Artystów Fotografików. Członkini Fotoklubu Warszawskiego. Członkini założycielka ówczesnego Wrocławskiego Towarzystwa Fotograficznego (obecnie Dolnośląskie Stowarzyszenie Artystów Fotografików i Twórców Audiowizualnych).

## Życiorys
Krystyna Gorazdowska (z domu Chróścicka, w latach 1937–1947 Neumanowa – była żoną Jana Alojzego Neumana) fotografowała od 1935 roku. Do 1944 roku była związana z warszawskim środowiskiem fotograficznym. W latach 1945–1952 była związana z wrocławskim środowiskiem fotograficznym, mieszkała i pracowała we Wrocławiu. W tym czasie współpracowała jako fotograf z gazetą (dziennikiem) Naprzód Dolnośląski. Szczególne miejsce w jej pracy zajmowało (od 1945 roku) sporządzanie dokumentacji fotograficznej zniszczeń wojennych we Wrocławiu. W latach 1946–1947 sporządziła fotograficzną dokumentację odbudowy Ratusza we Wrocławiu. W 1948 roku fotografowała odbudowę archikatedry św. Jana Chrzciciela we Wrocławiu oraz w 1951 jej odrestaurowane wnętrze. W 1947 roku była współzałożycielką Wrocławskiego Towarzystwa Fotograficznego.
W 1950 roku została przyjęta w poczet członków Związku Polskich Artystów Fotografików (legitymacja nr 065). W 1952 roku zamieszkała w Zakopanem. W tym samym roku brała aktywny udział we współtworzeniu Towarzystwa Fotograficznego w Zakopanem. Do 1974 roku prowadziła pracownię fotograficzną, działającą przy Muzeum Tatrzańskim w Zakopanem. W 1982 roku została członkiem honorowym Wrocławskiego Towarzystwa Fotograficznego. W 1988 roku została członkiem honorowym ZPAF.
Krystyna Gorazdowska jest autorką i współautorką wielu wystaw fotograficznych; indywidualnych, zbiorowych, poplenerowych, pokonkursowych. Brała aktywny udział w Międzynarodowych Salonach Fotograficznych, organizowanych m.in. pod patronatem FIAP, zdobywając wiele medali, nagród, wyróżnień, dyplomów, listów gratulacyjnych. Pokłosiem udziału w Międzynarodowych Salonach Fotograficznych (pod patronatem FIAP) było przyznanie jej (w 1957 roku) tytułu honorowego Artiste FIAP (AFIAP) - przez Międzynarodową Federację Sztuki Fotograficznej FIAP, obecnie z siedzibą w Luksemburgu.
Fotografie Krystyny Gorazdowskiej znajdują się m.in. w zbiorach Muzeum Narodowego w Warszawie, Muzeum Architektury we Wrocławiu, Zakładu Narodowego im. Ossolińskich we Wrocławiu oraz Muzeum Historycznym we Wrocławiu. W 2008 roku w warszawskiej Zachęcie Narodowej Galerii Sztuki, zaprezentowano wystawę fotografii Dokumentalistki – polskie fotografki XX wieku, na której pokazano (m.in.) fotografie Krystyny Gorazdowskiej.
Został pochowany na Nowym Cmentarzu w Zakopanem (kw. M1-6-10).

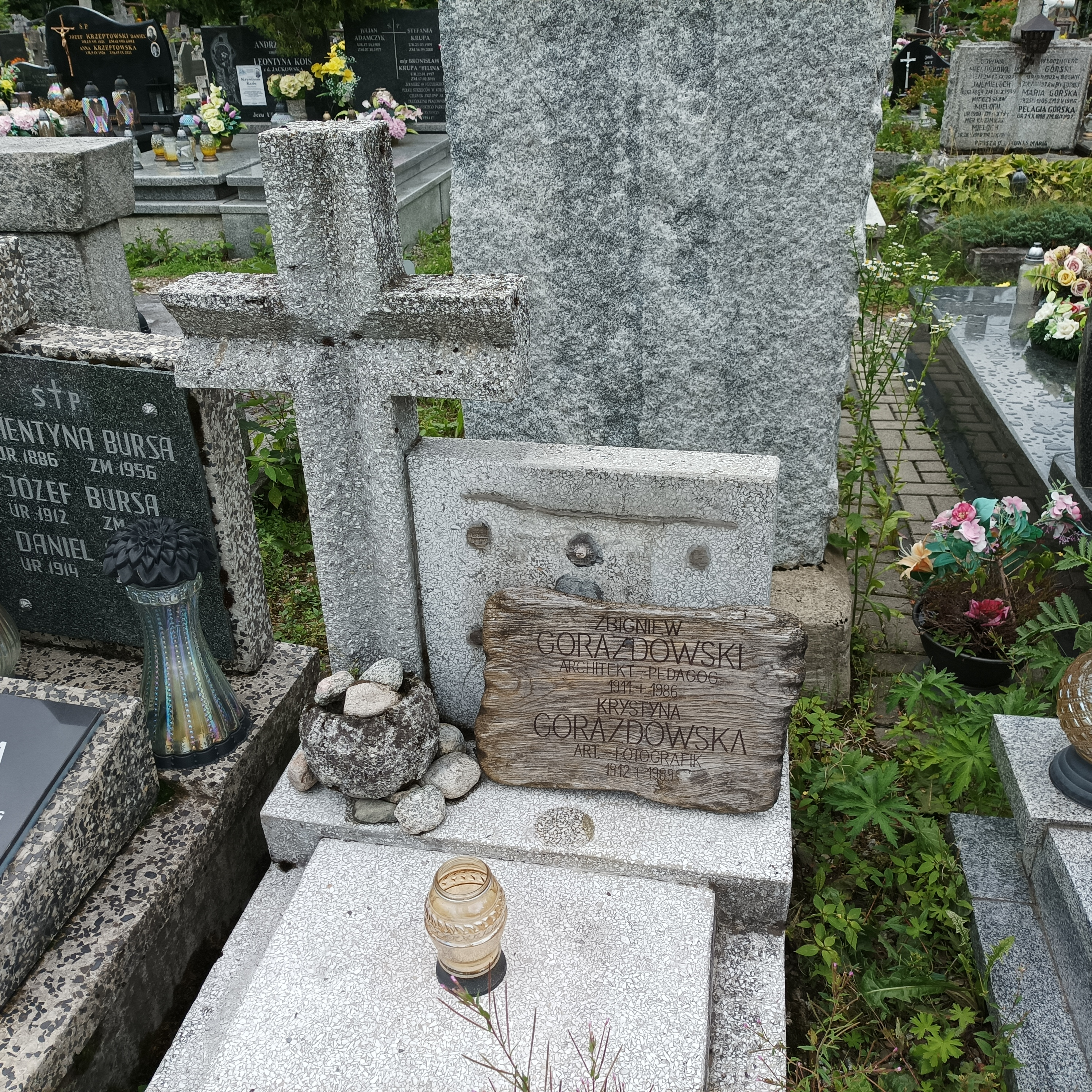
Grób Krystyny Gorazdowskiej na Nowym Cmentarzu w Zakopanem

## Wybrane wystawy indywidualne
- Tatry przez obiektyw (Zakopane 1957);
- Wystawa fotografii artystycznej (Wrocław 1958);
- Tematy tatrzańskie (Zakopane 1958);
- Tatry i Podhale (Kraków 1966);
- Górale, górale (Bukowina Tatrzańska 1967);

Źródło.

## Publikacje (albumy)
- Dolina Pięciu Stawów Polskich; Warszawa 1974 (autorka);
- Pod wierchami Tatr (współautorka);
- Tatry (współautorka);
- Tatry w śniegu (współautorka);
- Na szczytach Tatr (współautorka);
- Z biegiem Dunajca (współautorka);
- Górale, górale, góralska muzyka (współautorka);
- Pasterstwo Tatr Polskich i Podhala (współautorka);
- Sygnały z gór (współautorka);
- Encyklopedia Tatrzańska (współautorka);

Źródło.